# Zespół Szkół Rolniczych im. Władysława Grabskiego w Grudziądzu
Zespół Szkół Rolniczych im. Władysława Grabskiego w Grudziądzu – zespół szkół ponadpodstawowych w Grudziądzu.

## Historia

### Okres międzywojenny

#### Lata 1925–1930

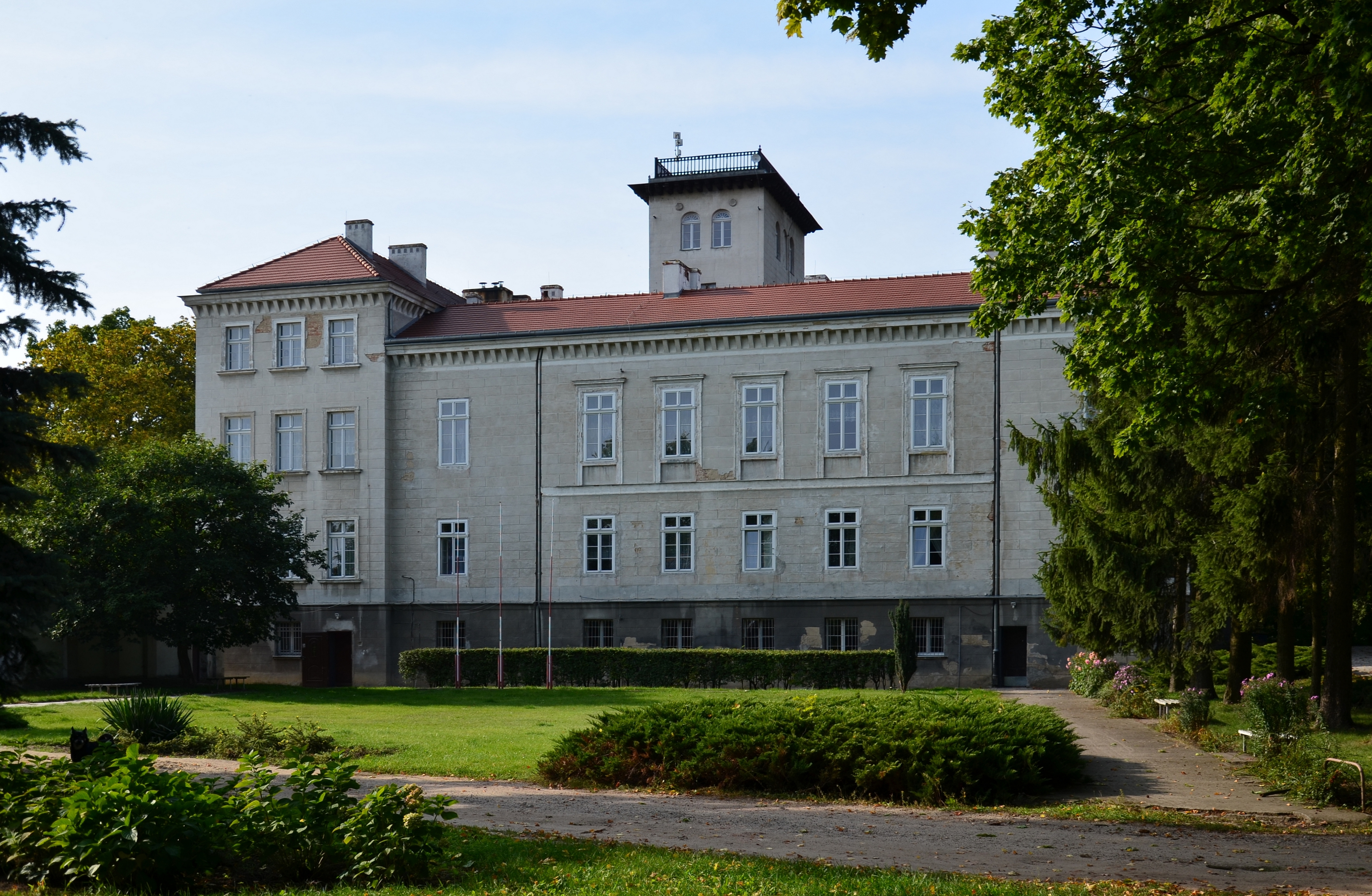
Pałac w Dębowej Łące – dawna siedziba Państwowej Średniej Szkoły Hodowlano-Rolniczej w latach 1925–1930.

1 października 1925 roku zostaje powołana Państwowa Średnia Szkoła Hodowlano-Rolnicza w Dębowej Łące na mocy rozporządzenia Ministra Wyznań Religijnych i Oświecenia Publicznego Stanisława Grabskiego z dnia 28 września 1925 roku. Była jedyną placówką edukacyjną o profilu hodowlano-rolniczym w ówczesnej II Rzeczypospolitej i jednocześnie pierwszą szkołą rolniczą w województwie pomorskim, dającą wykształcenie średnie. Dyrektorem Państwowej Średniej Szkoły Hodowlano-Rolniczej został Stanisław Kowalski. 
Czas trwania nauki w szkole wynosił 4 lata. Pierwsze 3 lata były bardziej teoretyczne, poparte jedynie ćwiczeniami z rolnictwa i hodowli oraz praktyką wakacyjną. Po ich ukończeniu, uczniowie składali egzamin ogólny uzyskując świadectwo tymczasowe. W ostatnim roku nauki należało odbyć praktykę, uprawniającą przystąpienie do egzaminu głównego, po którym otrzymywano tytuł technika rolnego.  
W pierwszym roku istnienia do placówki zgłosiło się około 20 kandydatów. W kolejnych latach liczba nowych uczniów nie wzrastała, wahając się między ilością około 18 do 20 osób. Przyczyną tego była zbyt duża odległość szkoły od najbliższej stacji kolejowej oraz wysoki koszt miesięcznego pobytu w internacie (opłata wynosiła 100 zł), który był obowiązkowy dla wszystkich uczniów.

#### Lata 1930–1939
26 marca 1930 roku z powodu trudności wychowawczych i dydaktycznych Państwowa Średnia Szkoła Hodowlano-Rolnicza wykupuje kamienicę w centrum Grudziądza, przy ul. Ventzkiego 13 (obecnie ul. Józefa Hallera). 1 września 1930 szkoła zostaje przeniesiona do zakupionej nieruchomości. Tego samego roku Ministerstwo Rolnictwa przekazało Państwowej Średniej Szkole Hodowlano-Rolniczej pod wyłączny zarząd majątek Wielkie Tarpno w powiecie grudziądzkim (około 180 ha wraz z jeziorem Tarpno), gdzie uczniowie mieli odbywać praktyki. 
Od 1931 roku w placówce działał Związek Absolwentów, który zorganizował dwa zjazdy w 1935 i 1938. 1 września 1933 Stanisław Kowalski zostaje powołany na stanowisko okręgowego wizytatora średnich szkół rolniczych, przy Kuratorium Okręgu Szkolnego w Poznaniu. Stanowisko dyrektora zostaje powierzone dotychczasowemu nauczycielowi hodowli zwierząt Franciszkowi Baranowskiemu, który pełnił tę funkcję do wybuchu II wojny światowej.
W 1935 roku, w 10 rocznicę powstania szkoły, podjęto decyzję o nadaniu szkole imienia. Władze placówki wystąpiły do Kuratorium Oświaty w Poznaniu o nadanie imienia marszałka Józefa Piłsudskiego. Również istniały propozycje, aby patronem szkoły został Wincenty Witos. Oba zamierzenia nie zostały jednak spełnione.
W roku 1938 następuje zmiana w polskim systemie oświaty. Zgodnie z Ustawą o ustroju szkolnictwa z 1932 roku średnie szkoły rolnicze miały być przemianowane na gimnazja lub licea. Zmiana dotyczyła również Państwowej Średniej Szkoły Hodowlano-Rolniczej, która z początkiem roku szkolnego 1938/39 stała się Gimnazjum Rolniczym.

### Okres powojenny

#### Lata 1945–1953
Wskutek działań wojennych gmach szkoły zostaje zburzony. Po dawnym Gimnazjum Rolniczym w centrum miasta zachował się jedynie szkolny budynek gospodarczy, który zostaje przejęty przez Fabrykę Narzędzi Rolniczych „Unia”. Większa część majątku Wielkie Tarpno zostaje natomiast zagarnięta przez jednostki Armii Czerwonej, która urządziły na jego terenie pralnię odzieży. Interwencje do najwyższych władz o uwolnienie szkolnej posiadłości nie dawały jednak żadnych rezultatów.
Szkolnictwo rolnicze w powiatowym Grudziądzu trzeba było organizować od nowa. 10 września 1945 roku na posiedzeniu Powiatowego Komitetu Oświaty Rolniczej podjęto decyzję o utworzeniu Powiatowej Szkoły Gospodarstwa Wiejskiego w Wielkim Tarpnie. Termin uruchomienia placówki został ustalony na dzień 1 listopada 1945 roku. 25 września tego samego roku szkoła odebrała spod kompetencji Powiatowego Urzędu Ziemskiego majątek Wielkie Tarpno. Posiadłość przejmuje przewodniczący Powiatowego Komitetu Oświaty Rolniczej w Grudziądzu – Bronisław Sontowski – jako tymczasowy kierownik placówki i gospodarstwa. Pomimo kłopotów organizacyjnych, zgodnie z ustaleniami, szkoła zostaje powołana w wyznaczonym terminie. Jednakże, zły stan budynków majątku uniemożliwił rozpoczęcie zajęć szkolnych, które musiały być przesunięte w czasie. W trakcie prac remontowych budynków placówki w ciągu roku szkolnego, kierownictwo placówki organizowało cykle kilkutygodniowych kursów. Pierwszym z nich było szkolenie w zakresie uprawy tytoniu, które trwało 6 tygodni. Zostało ono zorganizowane we współpracy z Zakładem Uprawy Tytoniu w Grudziądzu.
11 grudnia 1945 roku nowym mianowanym kierownikiem majątku zostaje Teofil Dydo, późniejszy dyrektor szkoły. Do 31 sierpnia 1947 roku prowadzi dalszą działalność organizacyjną i szkoleniową, której końcowym efektem jest utworzenie pierwszych oddziałów szkolnych. Jako pierwszy typ szkoły, jesienią 1946 roku utworzono 3-letnie Gimnazjum Hodowlano-Rolnicze. W roku 1946 nabór do szkoły był niewielki, liczący tylko 15 kandydatów. 1 września 1947 roku Teofil Dydo zostaje powołany na stanowisko Powiatowego Referenta Gospodarczego przy Inspektorze Oświaty Rolniczej w Grudziądzu. Nowym dyrektorem placówki zostaje Jan Zieliński, zaś od 1 sierpnia 1948 roku – Aleksy Górski. W 1948 roku szkoła zmieniła nazwę na Gimnazjum Gospodarstwa Wiejskiego, by 1 września tego samego roku stać się Państwowym Koedukacyjnym Liceum Rolniczym, którego jedynym typem stało się Państwowe Liceum Rolnicze I Stopnia dla Dorosłych o 1 i 2-letnim okresie nauczania. Od 1 września 1948 placówka posiadała swoją siedzibę w obiekcie koszarowym przy ul. gen. Świerczewskiego 14/22 (obecnie ul. Legionów). Rok później, z początkiem września 1949 ponownie dokonano zmiany nazwy szkoły, stając się Państwowym Czteroletnim Liceum Rolniczym.

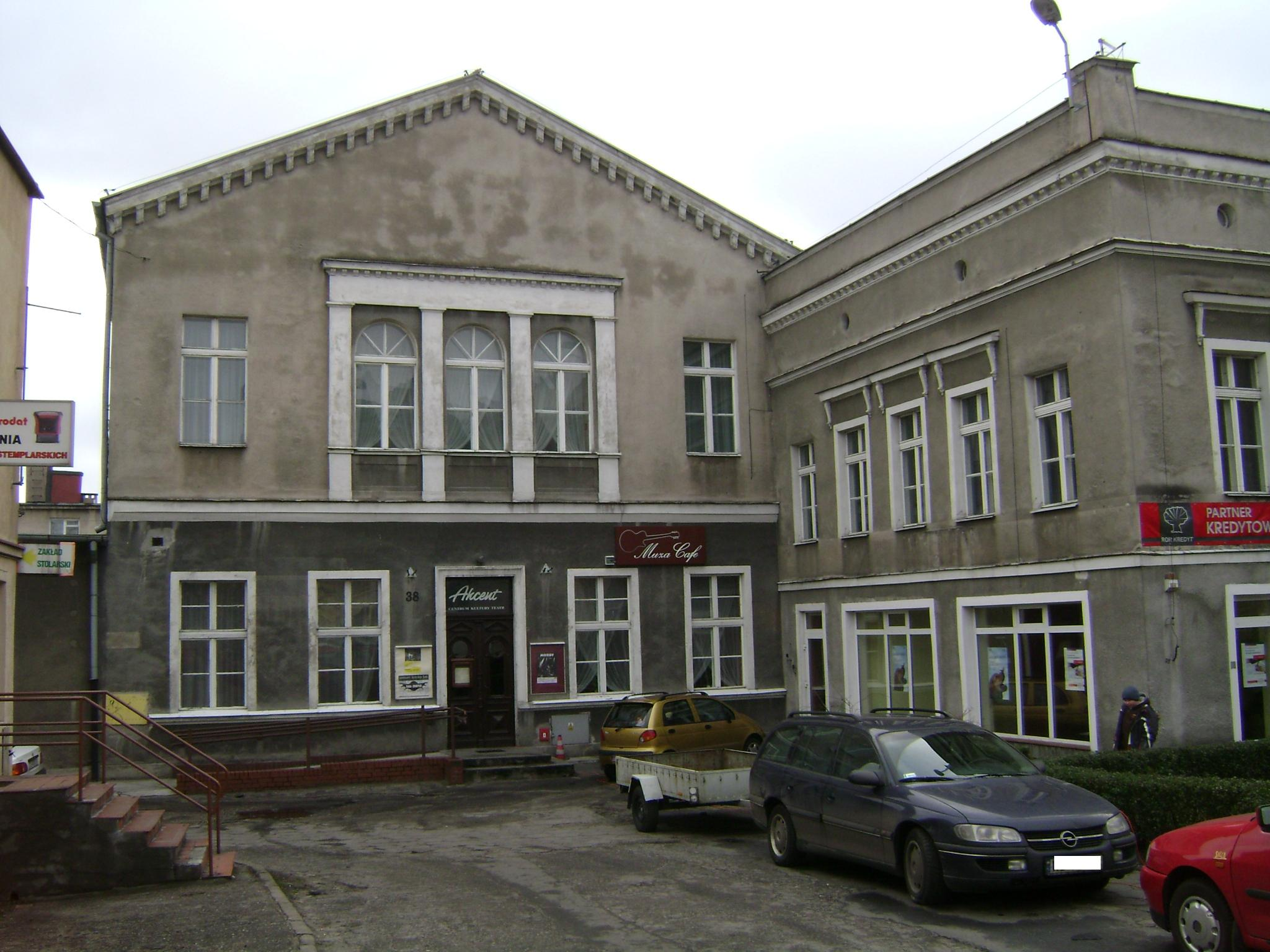
Gmach Klubu „Akcent” – dawna siedziba Liceum Rolniczego, jak i późniejszego Technikum Rolniczego w latach 1951–1954.

W czerwcu 1951 roku, pod koniec roku szkolnego, placówka została przeniesiona do gmachu przy ul. I Armii Wojska Polskiego 38/40 (współczesny Klub Akcent przy ul. Wybickiego). Zostają wprowadzone zmiany organizacyjno-programowe w wyniku których 1 września 1952 roku dotychczasowe Liceum staje się Państwowym Czteroletnim Technikum Rolniczym, zamiennie zwanym również Państwowym Technikum Rolniczym z 4-letnim okresem nauczania.

#### Lata 1954–1975

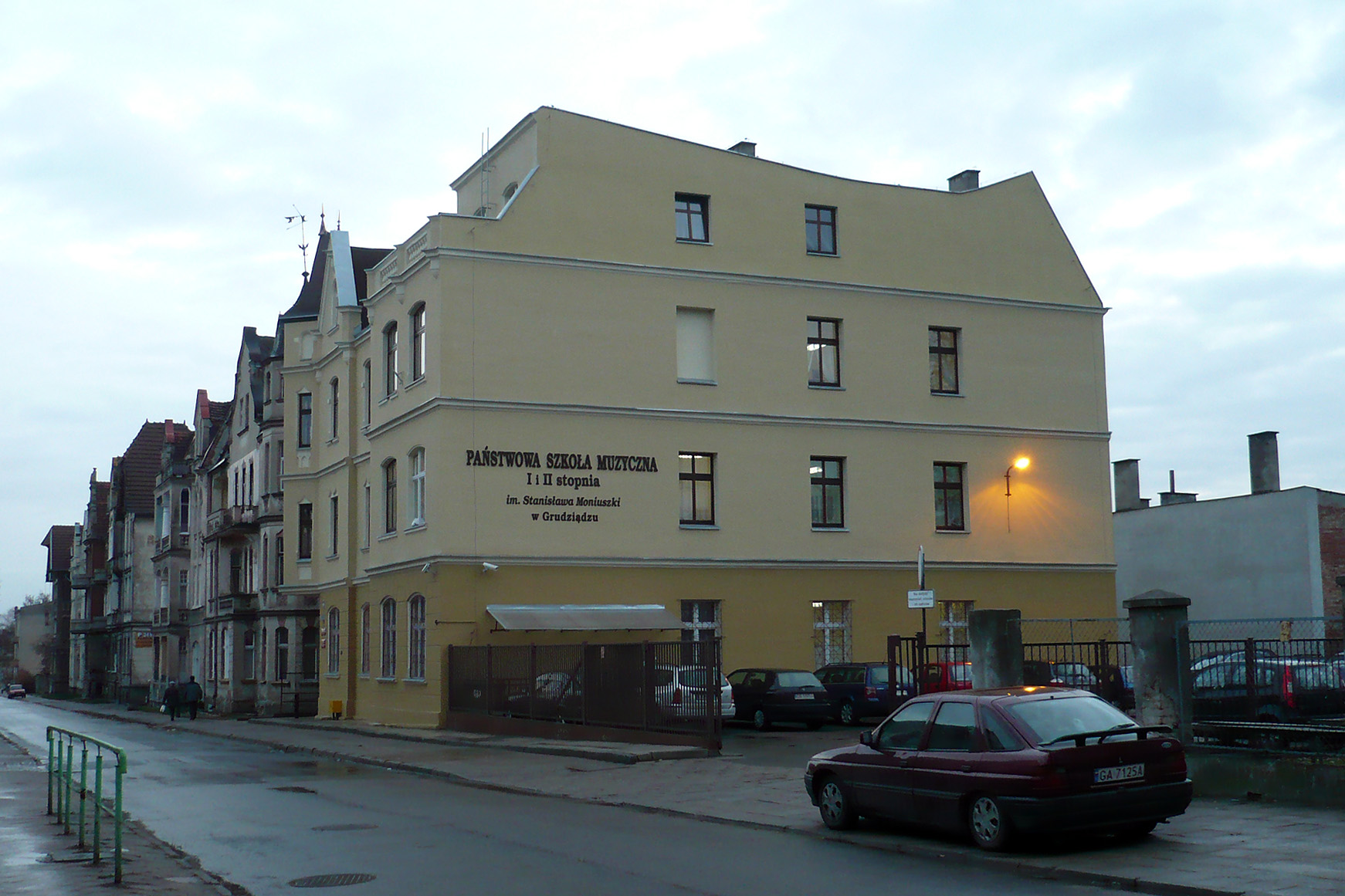
Budynek przy ówczesnej ul. Michajłowa 10 (obecnie ul. Armii Krajowej) w Grudziądzu był w latach 1954–1977 siedzibą Państwowego Technikum Rolniczego.

20 lipca 1954 roku podjęto decyzję o połączeniu Państwowego Technikum Rolniczego z Technikum Finansowym w jedną szkołę, jednak z zachowaniem poprzedniej nazwy. W związku z tym, 1 września 1954 roku placówkę przeniesiono do kamienicy przy ul. Michajłowa 10 (obecnie ul. Armii Krajowej), do budynku szkoły finansowej. Utworzono w niej dwa wydziały: rolny i finansowy, który był na etapie likwidacji. Po październiku 1956 roku w kraju następują zmiany polityczne, gospodarcze oraz w oświacie. Powstają nowe plany i program nauczania. Średnie szkoły zawodowe, w tym i Technikum Rolnicze przechodzą z 4-letniego na 5-letni okres nauczania. Tego samego roku przypadało 10-lecie powojennego istnienia szkoły. Z tej okazji 9 lutego 1957 roku odbył się III Zjazd Absolwentów, który był pierwszym zjazdem zorganizowanym po II wojnie światowej. Od 1 września 1957 Technikum Finansowe przestaje istnieć.
1 września 1963 roku Aleksy Górski odchodzi ze swojego stanowiska. Na jeden rok dyrektorem zostaje Teodor Rutkowski. Od 1 września 1964 jego funkcję przejmuje Stanisław Olech. Wiosną 1965 roku, w oparciu o szkolną bazę dydaktyczną, powstaje Ośrodek Szkolenia Traktorzystów. Dnia 30 kwietnia 1966 roku miała miejsce uroczystość nadania szkole sztandaru, który został ufundowany przez Komitet Rodzicielski i zakłady pracy. 19 listopada 1966 odbył się IV Zjazd Absolwentów.
Z dniem 1 stycznia 1971 następują zmiany kadrowe. Stanowisko dyrektora zostaje powierzone Marianowi Heyce. Od 1 września tego samego roku kolejnym dyrektorem zostaje Tadeusz Lewandowski, który pełnił tę funkcję przez okres jednego roku. Zostaje podjęta decyzja o budowie szkoły w Wielkim Tarpnie, w sąsiedztwie majątku. Wiosną 1972 roku w piwnicach placówki przy ul. Armii Krajowej nastąpiło otwarcie klubu Związku Młodzieży Wiejskiej. Od nowego roku szkolnego stanowisko dyrektora zostaje ponownie powierzone Marianowi Heyce. W tym samym czasie dokonano naboru do utworzonego 1 września 1972 trzyletniego technikum rolniczego na podbudowie zasadniczej szkoły rolniczej, która początkowo była dwuletnia. W październiku 1973 rozpoczęto budowę nowego obiektu szkolnego, którego wykonawcą było Przedsiębiorstwo Budownictwa Rolniczego w Grudziądzu. 

#### Lata 1976–1989
17 sierpnia 1976 roku decyzją wojewody powstaje Zespół Szkół Rolniczych w Grudziądzu. W jego skład wchodziły następujące placówki jako szkoły filialne:
- Państwowe Technikum Rolnicze w Grudziądzu,
- Zasadnicza Szkoła Rolnicza w Grudziądzu,
- Zasadnicza Szkoła Rolnicza w Grucie.

Tego samego roku w Zespole zostaje utworzone Policealne Studium Weterynaryjne. 1 września 1977 utworzono nowe typy szkół i kierunki kształcenia: Zasadniczą Szkołę Ogrodniczą i Technikum Rolnicze dla Pracujących. 15 października 1977 następuje oficjalne otwarcie placówki w nowo wybudowanym obiekcie przy ul. Lipowej 33. Rok później, 1 września stanowisko dyrektora obejmuje Bogdan Formaniewicz. Od 1 września 1979 powstaje Policealne Studium Rolnicze, które wypiera Policealne Studium Weterynaryjne oraz Technikum Rolnicze dla Pracujących, przyjmujące absolwentów dwuletniej Zasadniczej Szkoły Ogrodniczej. 15 października 1979 w szkole odbyło się spotkanie uczniów z pierwszym polskim kosmonautą – Mirosławem Hermaszewskim. W dniach 11-12 czerwca 1983 roku odbył się V Zjazd Absolwentów. 1 września 1986 roku nowym dyrektorem placówki zostaje Stanisław Lewandowski. 30 września 1989 roku odbyła się uroczystość nadania placówce sztandaru oraz imienia Władysława Grabskiego. Bezpośrednio tego samego dnia została otwarta Izba Historii i Tradycji Szkoły oraz odsłonięto tablicę pamiątkową i popiersie ku czci patrona. W listopadzie 1989 oddano do użytku szkolne Studio Telewizji Dydaktycznej.

### Po 1989 roku

#### Lata 1990–1999
1 października 1990, w 65 rocznicę powstania placówki, odbyło się pierwsze Święto Szkoły. Podczas VI Zjazdu Absolwentów, który odbył się na przełomie 23 i 24 czerwca 1990 roku, została odsłonięta tablica pamiątkowa poświęcona ofiarom II wojny światowej, wywodzącym się ze szkolnego grona. W 1991 utworzono pierwszą pracownię komputerową. Dnia 14 lutego 1991 roku szkoła nawiązała współpracę z Krajowym Związkiem Rodzinnych Domów Wiejskich w Paryżu, co umożliwiło uczniom odbycie miesięcznej praktyki we Francji. 12 października 1992 roku szkoła otrzymała z rąk prezydenta Andrzeja Wiśniewskiego nagrodę prezydenta miasta Grudziądza „w uznaniu inicjatywy, pomysłowości oraz zaradności w samodzielnym rozwijaniu szkolnej sieci telewizyjnej”.
1 września 1995 zostaje utworzone 5-letnie Technikum Ogrodnicze. Równo rok później powstaje 4-letnie Liceum Ekonomiczne o specjalności rachunkowość i rynek rolny. Jednocześnie zostaje otwarta nowa pracownia techniki biurowej. 26 września 1996 szkoła nawiązuje współpracę z Zespołem Szkół nr 1 w Lublinie. 1 września 1997 roku zostaje utworzone Liceum Agrobiznesu o 5-letnim okresie kształcenia. Na przełomie 27 i 28 września 1997 odbył się VII Zjazd Absolwentów.
Z powodu wdrażania nowych reform w Polsce od 1997 roku następuje zmiana podporządkowania szkoły. Od 1 stycznia 1999 roku organem założycielskim szkoły stało się Miasto Grudziądz, reprezentowana przez Zarząd Miasta, natomiast organem nadzorującym – Kuratorium Oświaty w Bydgoszczy. 6 stycznia 1999 na podstawie decyzji Zarządu Miasta szkolna kotłownia i sieć ciepłownicza zostają przejęte przez grudziądzki OPEC. 1 października 1999 roku odbyło się Święto Szkoły, będące zapowiedzią jej 75-lecia.

#### Lata 2000–2009
W rankingu olimpijczyków „Gazety Wyborczej” z 15 czerwca 2000 roku szkoła znalazła się w pierwszej dwunastce wśród placówek z województwa kujawsko-pomorskiego o największej ilości osiągnięć olimpijskich. W 2000, 2001, 2003, 2004, 2005, 2009 i 2010 roku Zespół Szkół Rolniczych znalazł się również na liście 250-300 najlepszych szkół krajowych w rankingu miesięcznika „Perspektywy” oraz dziennika „Rzeczpospolita”. 29 września 2000 roku odbyły się uroczyste obchody jubileuszu 75-lecia szkoły. 1 września 2001 roku stanowisko dyrektora zostaje powierzone Jolancie Ciszkiewicz. W dniach 29-30 września 2001 został zorganizowany VIII Zjazd Absolwentów. 1 września 2002 roku, w wyniku reformy szkolnictwa ponadgimnazjalnego, przekształcono oraz utworzono nowe typy szkół: 
- 4-letnie technikum (utworzono technika agrobiznesu),
- 3-letnie liceum profilowane (utworzono profil usługowo-gospodarczy i rolniczo-spożywczy),
- zasadnicza szkoła zawodowa.

W sierpniu 2002 zostaje zlikwidowana filia Zasadniczej Szkoły Rolniczej w Grucie. 9 maja 2003 roku podjęto decyzję o likwidacji szkolnego internatu. 1 września 2003 zostaje powołane Policealne Studium Zawodowe kształcące w zawodzie technik architektury krajobrazu. 24 marca 2004 roku w szkole odbyły się uroczyste obchody roku Władysława Grabskiego. Na przełomie 23-24 kwietnia 2004 szkoła była organizatorem etapu okręgowego XXVIII edycji Olimpiady Wiedzy i Umiejętności Rolniczych. 2 czerwca 2004 roku Zespół Szkół Rolniczych otrzymał dyplom i statuetkę dla „Najaktywniejszej szkoły” nadany przez Prezydenta RP Aleksandra Kwaśniewskiego za udział w realizacji Programu „Dzień Przedsiębiorczości 2004”.  
13 stycznia 2005 odbyło się uroczyste otwarcie nowej pracowni komputerowej sfinansowanej ze środków UE w ramach programu PHARE 2001. 20 lipca 2005 budynek szkolnego internatu zostaje przekazany pod zarząd MPGN. 1 września 2005 roku Policealne Studium Zawodowe zostaje przekształcone w Szkołę Policealną. 1 października 2005 odbył się IX Zjazd Absolwentów wraz z jubileuszem 80-lecia Zespołu Szkół Rolniczych. W czerwcu 2007 i 2008 roku placówka otrzymała dyplom za udział w realizacji programu „Dzień Przedsiębiorczości 2007” i „Dzień Przedsiębiorczości 2008” pod patronatem Prezydenta RP Lecha Kaczyńskiego. 1 września 2007 ponownie zostaje otwarty typ szkoły Technikum Weterynarii. 14 kwietnia 2008 roku Zespół Szkół Rolniczych otrzymał Certyfikat Jakości „Szkoła Przedsiębiorczości”. 

#### Lata 2010–2019
1 września 2010 zostaje utworzony nowy kierunek kształcenia – technik mechanizacji rolnictwa. 16 października 2010 roku odbył się jubileusz Zespołu Szkół Rolniczych oraz X Zjazd Absolwentów. W latach 2013–2019 corocznie w październiku organizowany był Festiwal Zawodów, podczas którego były reprezentowane kierunki kształcenia szkoły. 1 września 2014 powstaje kolejny kierunek kształcenia – technik organizacji reklamy. 17 października 2015 miał miejsce jubileusz 90-lecia szkoły wraz z XI Zjazdem Absolwentów. 1 września 2016 roku na stanowisko dyrektora zostaje powołana Beata Kacała. 6 czerwca 2018 została podpisana umowa o współpracy szkoły z firmą MR Garden i GOODVALLEY. Pierwsza z nich od 1 września objęła swoim patronatem dwa nowe kierunki: technika technologii drewna oraz mechanika – operatora maszyn do produkcji drzewnej (szkoła branżowa I stopnia). Druga natomiast kierunek technika weterynarii oraz technika mechanizacji rolnictwa i agrotroniki. 24 października 2018 roku, podczas piątej edycji Festiwalu Zawodów, szkoła nawiązała współpracę z firmą EWPA. 

#### Od 2020 roku
1 września 2021 nowym dyrektorem Zespołu Szkół Rolniczych został Arkadiusz Wojciechowski. W dniach 27-28 kwietnia 2022 roku szkoła zorganizowała I Grudziądzki Piknik Naukowy. 3 czerwca 2022 została podpisana umowa z firmą ZIP AGRO, która objęła swoim patronatem dwa kierunki: technik rolnik oraz technik mechanizacji rolnictwa i agrotroniki. 21 kwietnia 2023 roku odbyła się druga edycja Grudziądzkiego Pikniku Naukowego. 29 września 2023 w szkole odbyła się uroczystość z okazji Dnia Patrona, podczas której została nawiązana współpraca ze Stadniną Koni w Nowych Jankowicach, Castoramą i firmą Novum Garden Architektura Krajobrazu. 30 listopada 2023 roku odbyło się uroczyste otwarcie „Ekopracowni – zielonego serca szkoły” oraz nowej pracowni weterynaryjnej. 24 kwietnia 2024 roku na terenie szkoły odbył się III Grudziądzki Piknik Naukowy. Od roku szkolnego 2024/2025 otwarto nowy kierunek kształcenia – technik hodowca koni. 25 września 2024 odbyły się uroczyste obchody święta patrona.

## Nazwa szkoły na przestrzeni lat
- Państwowa Średnia Szkoła Hodowlano-Rolnicza (1925–1938)[3]
- Gimnazjum Rolnicze (1938–1939)[10]
- Powiatowa Szkoła Gospodarstwa Wiejskiego w Wielkim Tarpnie (1945–1946)[11]
- Gimnazjum Hodowlano-Rolnicze (1946–1948)[13]
- Gimnazjum Gospodarstwa Wielkiego (??.??.1948–31.08.1948)[13]
- Państwowe Koedukacyjne Liceum Rolnicze (01.09.1948–1949)[13]
- Państwowe Czteroletnie Liceum Rolnicze (1949–1952)[13]
- Państwowe Czteroletnie Technikum Rolnicze (1952–16.08.1976)[14]
- Zespół Szkół Rolniczych (17.08.1976–29.09.1989)[18]
- Zespół Szkół Rolniczych im. Władysława Grabskiego (od 30.09.1989)[9]

## Dyrektorzy
- Stanisław Kowalski (1925–1933)[42]
- Franciszek Baranowski (1933–1939)[42]
- Teofil Dydo (1945–1947)[43]
- Jan Zieliński (1947–1948)[43]
- Aleksy Górski (1948–1963)[43]
- Teodor Rutkowski (1963–1964)[43]
- Stanisław Olech (1964–31.12.1970)[43]
- Marian Heyka (01.01.1971–31.08.1971)[43]
- Tadeusz Lewandowski (01.09.1971–1972)[43]
- Marian Heyka (1972–1978)[43]
- Bogdan Formaniewicz (1978–1986)[43]
- Stanisław Lewandowski (1986–2001)[23]
- Jolanta Ciszkiewicz (2001–2016)[23]
- Beata Kacała (2016–2021)[28]
- Arkadiusz Wojciechowski (od 2021)[33]

## Absolwenci
Do najbardziej znanych absolwentów szkoły należą:
- Władysław Popławski (1931) – oficer kawalerii w bitwie nad Bzurą,
- Feliks Walkiewicz (1934) – instruktor Pomorskiej Izby Rolniczej, żołnierz, nauczyciel, autor międzywojennej historii szkoły w Dębowej Łące i Grudziądzu pt. „Zapomniana szkoła”,
- Władysław Fila (1937) – żołnierz dywizjonu 303 Ziemi Mazowieckiej,
- Bronisław Kierstan (1938) – żołnierz 1 Dywizji Grenadierów i 1 Dywizji Pancernej, honorowy obywatel Beveren i Bredy,
- Ryszard Milczewski-Bruno (1960) – poeta, prozaik, felietonista i rysownik,
- Jan Kucharski (1968) – profesor nauk rolniczych w zakresie biochemii gleby i mikrobiologii środowiskowej,
- Hanna Zielińska-Florek (1971) – poetka ludowa,
- Janusz Dzięcioł (1973) – polityk, strażnik miejski, zwycięzca pierwszej polskiej edycji reality show Big Brother,
- Ryszard Bober (1976) – polityk, senator X i XI kadencji,
- Janusz Danek (1978) – dr hab. Nauk Weterynaryjnych, prof. nadzwyczajny Politechniki Bydgoskiej,
- Mariusz Borzyszkowski (1985) – muzyk, członek i solista Centralnego Zespołu Artystycznego Wojska Polskiego,
- gen. bryg. dr Krzysztof Stańczyk (1990) – dowódca Wojsk Obrony Terytorialnej[44].

## Kierunki kształcenia
Technikum
- technik architektury krajobrazu
- technik hodowca koni
- technik mechanizacji rolnictwa i agrotroniki
- technik reklamy
- technik rolnik
- technik technologii drewna
- technik weterynarii

Szkoła branżowa
- ogrodnik
- stolarz